# Борисовщина (Ленинградская область)
Борисовщина — деревня в Ефимовском городском поселении Бокситогорского района Ленинградской области.

## История
Деревня Борисовщина упоминается на карте Новгородского наместничества 1792 года А. М. Вильбрехта.
- Деревня Борисовщина на карте 1847 года

Деревня Борисовщина обозначена на семитопографической карте Новгородской губернии 1847 года.

БОРИСОВЩИНА (АФОНАСЬЕВО) — деревня Буржаевского общества, прихода Койгушского погоста. Озеро Борисовское.

Крестьянских дворов — 12. Строений — 18, в том числе жилых — 12. Жители занимаются рубкой, возкой и сплавом леса.

Число жителей по семейным спискам 1879 г.: 25 м. п., 37 ж. п.; по приходским сведениям 1879 г.: 25 м. п., 44 ж. п.

В конце XIX — начале XX века деревня административно относилась к Борисовщинской волости 5-го земского участка 3-го стана Тихвинского уезда Новгородской губернии.

БОРИСОВЩИНА (АФАНАСЬЕВО) — деревня Буржаевского общества, дворов — 16, жилых домов — 16, число жителей: 46 м. п., 46 ж. п.
 
Занятия жителей — земледелие. Озеро Борисовщинское. (1910 год)

С 1917 по 1918 год деревня входила в состав Борисовщинской волости Тихвинского уезда Новгородской губернии. 
С 1918 года в составе Череповецкой губернии.
С 1927 года в составе Буржаевского сельсовета Ефимовского района.
В 1928 году население деревни составляло 118 человек.
Согласно карте Ленинградской области Северо-западного аэрогеодезического треста ГГУ издания 1932 года деревня насчитывала 12 крестьянских дворов.
По данным 1933 года деревня Борисовщина входила в состав Буржаевского сельсовета Ефимовского района.
С 1954 года в составе Абрамогорского сельсовета.
С 1965 года в составе Бокситогорского района.
По данным 1966 и 1973 годов деревня Борисовщина являлась административным центром Абрамогорского сельсовета.
По данным 1990 года деревня Борисовщина входила в состав Радогощинского сельсовета.
В 1997 году в деревне Борисовщина Радогощинской волости проживали 9 человек, в 2002 году — 4 человека (все русские).
В 2007 году в деревне Борисовщина Радогощинского СП проживали 3 человека, в 2010 году — 6 человек, в 2015 году — 1 человек.
В мае 2019 года Радогощинское сельское поселение вошло в состав Ефимовского городского поселения.

## География
Деревня расположена в северо-восточной части района на автодороге 41К-032 (Заголодно — Ефимовский — Радогощь).
Расстояние до деревни Радогощь — 8 км. Расстояние до районного центра — 110 км.
Расстояние до ближайшей железнодорожной станции Ефимовская — 40 км.
Деревня находится на южном берегу Борисовского озера.

## Демография
| 1997 | 2002 | 2007 | 2010 | 2017 |
| ---- | ---- | ---- | ---- | ---- |
| 9    | ↘4   | ↘3   | ↗6   | ↘1   |

### Национальный состав
Согласно данным Всероссийской переписи населения 2021 года в деревне проживали 4 человека, все русские.

## Инфраструктура
На 1 января 2017 года в деревне зарегистрировано 1 домохозяйство, в котором постоянно проживает 1 человек.